# Барон Монтегю

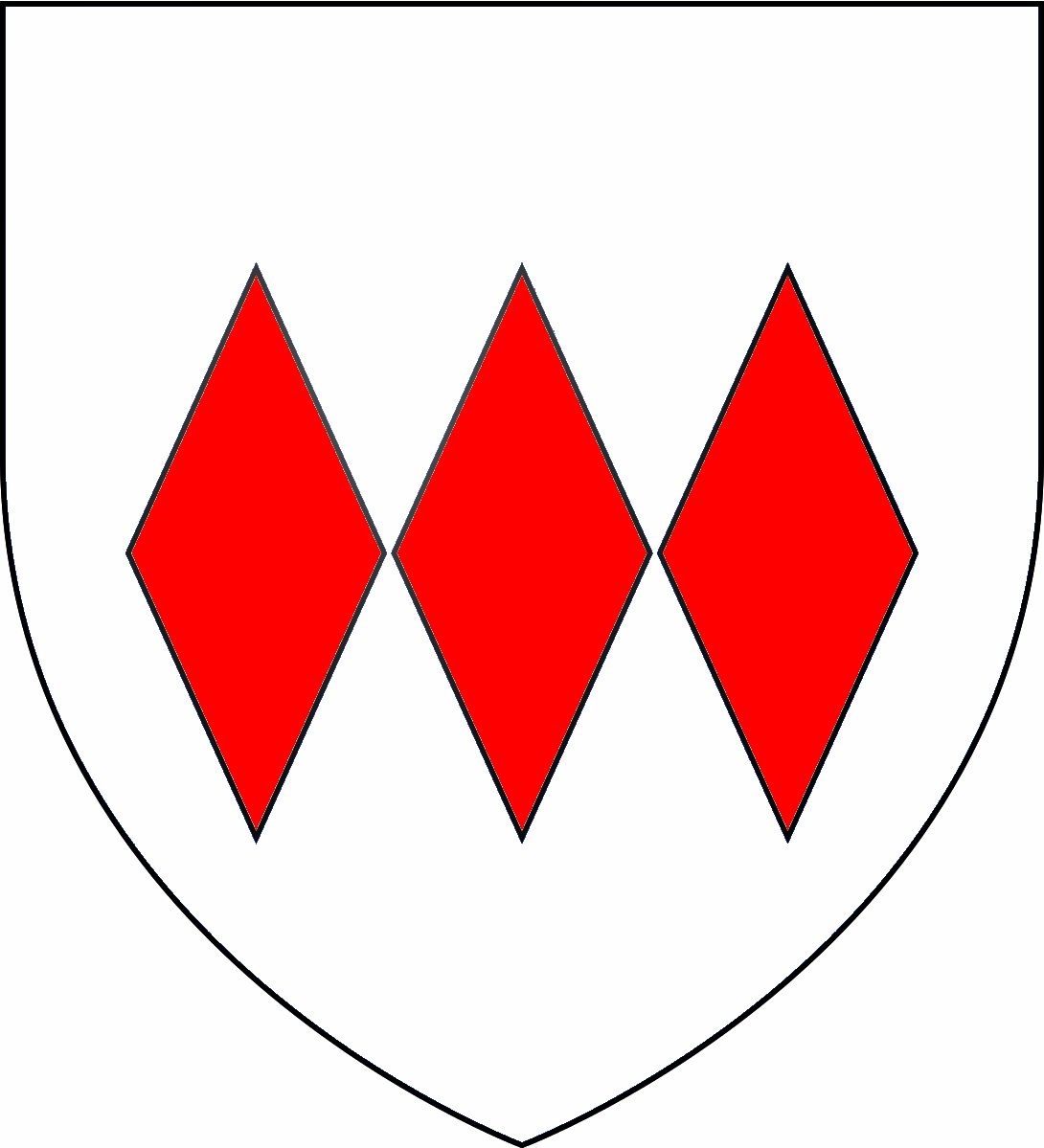
Герб баронов Монтегю

Герб Джона Монтегю, 3-го графа Солсбери (ок. 1350—1400)

Барон Монтегю или Барон Монтакьют — старинный дворянский титул, созданный пять раз в системе Пэрства Англии (1299, 1342, 1357, 1461 и 1514 годы). Баронский титул носили представители дома Монтегю.

## Монтегю
Первый титул был создан для Симона де Монтегю (ум. 1316), который был вызван в парламент 29 декабря 1299 года в качестве лорда Монтегю. Ему наследовал его старший сын, Уильям де Монтегю, 2-й барон Монтегю (ок. 1285—1319). Его сменил его старший сын, Уильям де Монтегю, 3-й барон Монтегю (1301—1344), который в 1337 году получил титул графа Солсбери. В 1400 году после смерти Джона де Монтегю, 3-го графа Солсбери, титулы графа Солсбери и барона Монтегю были конфискованы. В 1421 году оба титула были восстановлены для его сына и наследника, Томаса Монтегю, 4-го графа Солсбери (1388—1428). После его смерти графский и баронский титулы перешли по наследству его дочери Алисе Монтегю, 5-й графине Солсбери (1407—1462). Она была замужем за Ричардом Невиллом, 5-м графом Солсбери (1400—1460). После смерти в 1471 году их старшего сына, Ричарда Невилла, 16-го графа Уорика, 6-го графа Солсбери и 8-го барона Монтегю (1428—1471), баронский титул прервался. В 1485 году баронский титул получил Эдуард Плантагенет, 17-й граф Уорик и 9-й барон Монтегю (1475—1499), сын Джорджа Плантагенета, 1-го герцога Кларенса (1449—1478), и леди Изабеллы Невилл (1451—1476). В 1499 году Эдуард Плантагенет был обвинен в измене, лишен владений и казнен в Тауэре. В 1513 году баронский титул был восстановлен для его сестры, Маргарет Поул (1473—1541), жены сэра Ричарда Поула. Когда в 1513 году Маргарет также получил титул графини Солсбери, её старший сын, Генри Поул, 11-й барон Монтегю (1492—1539), получил титул 1-го барона Монтегю. В 1538 году оба баронских титула были конфискованы короной. В том же 1539 году Маргарет Поул была лишена титулов, а её старший сын Генри Поул казнен.
Вторично баронский титул был создан для Эдварда Монтегю, 1-го барона Монтегю (ум. 1361), младшего сына Уильяма Монтегю, 2-го барона Монтегю, и Элизабет Монфор. Он был вызывался в парламент в качестве лорда Монтегю с 20 ноября 1348 по 20 ноября 1360 года. Он скончался 14 июля 1361 года. Его сын от первого брака, Эдуард Монтегю, скончался еще при жизни отца. Поэтому его наследником стал его семилетний сын от второго брака, Эдвард Монтегю, который пережил своего отца всего на три месяца, и скончался 4 октября 1361 года. В том же 1361 году баронский титул унаследовала 12-летняя Джоан де Монтегю (1349—1375), единственная выжившая дочь Эдварда де Монтегю от первого брака с Элис Норфолк. Она вышла замуж за Уильяма де Уффорда, 2-го графа Саффолка (1338—1382), от брака с которой у неё было четверо сыновей и дочь, никто из которых не выжил. В 1375 году после смерти Джоан де Монтегю баронский титул прервался.
В третий раз титул был создан для Джона де Монтегю (ок. 1330—1390), который был вызван в парламент 15 февраля 1357 года в качестве лорда Монтегю. Его старший сын, Джон де Монтегю, 2-й барон Монтегю (1350—1400), в 1397 году унаследовал титул 3-го графа Солсбери. Его сменил его старший сын, Томас де Монтегю, 4-й граф Солсбери и 2-й барон Монтегю (1388—1428). Его единственной дочерью и наследницей была Элис де Монтегю, 5-я графиня Солсбери (1407—1462), которая носила титулы 7-й и 4-й баронессы Монтегю. Её мужем был Ричард Невилл, 5-й граф Солсбери (1400—1460). Их старший сын, Ричард Невилл, 16-й граф Уорик, 6-й граф Солсбери, 5-й и 8-й барон Монтегю (1428—1471), был известен в истории Англии как «Делатель королей». В 1471 году после смерти Ричарда Невилла титулы графа Солсбери и баронов Монтегю прервались. В 1485 году графский и баронские титулы были восстановлены для Эдварда Плантагенета (1475—1499), сына Джорджа Плантагенета, 1-го герцога Кларенса, и леди Изабеллы Невилл. В 1499 году Эдвард Плантагенет был арестован и казнен, а его титулы и владения конфискованы короной. В 1513 году для его сестры Маргарет Поул были восстановлены титулы 8-й графини Солсбери, 10-й и 8-й баронессы Монтегю. Но в 1539 году Маргарет была заключена под стражу и лишена всех титулов, а в 1541 году её казнили.
В четвертый раз баронский титул был создан для Джона Невилла (1431—1471), младшего брата «Делателя королей». Он был вызван 23 мая 1461 года в парламент в качестве барона Монтегю. В 1470 году он получил титул 1-го маркиза Монтегю. После его гибели в 1471 году оба титула прервались.
В пятый раз баронский титул был создан в 1514 году для Генри Поула (1492—1539), старшего сына сэра Ричарда Поула (1462—1505) и Маргарет Плантагенет, 8-й графини Солсбери. В 1538 году Генри Поул был арестован и лишен титула, а в следующем году казнен в Тауэре.

## Бароны Монтегю, первая креация (1299)
- 1299—1316: Симон де Монтегю, 1-й барон Монтегю (ум. 26 сентября 1316), сын Уильяма де Монтегю
- 1316—1319: Уильям де Монтегю, 2-й барон Монтегю (ок. 1285 — 18 октября 1319), старший сын предыдущего
- 1319—1344: Уильям де Монтегю, 3-й барон Монтегю (1301 — 30 октября 1344), второй сын предыдущего, с 1337 года — 1-й граф Солсбери.
- 1344—1397: Уильяма де Монтегю, 2-й граф Солсбери, 4-й барон Монтегю (25 июня 1328 — 3 июня 1397), старший сын предыдущего
- 1397—1400: Джон Монтегю, 3-й граф Солсбери, 5-й барон Монтегю (ок. 1350 — 5 января 1400), младший сын Уильяма Монтегю, 2-го графа Солсбери
- 1421—1428: Томас Монтегю, 4-й граф Солсбери, 6-й барон Монтегю (13 июня 1388 — 3 ноября 1428), старший сын предыдущего
- 1428—1462: Элис Монтегю, 5-я графиня Солсбери, 7-я баронесса Монтегю (1407 — до 9 декабря 1462)
  - Ричард Невилл, 5-й граф Солсбери (ок. 1400 — 30 декабря 1460), 7-й барон Монтегю (по праву жены)
- 1462—1471: Ричард Невилл, 8-й барон Монтегю (22 ноября 1428 — 14 апреля 1471), старший сын предыдущих
- 1485—1499: Эдуард Плантагенет, 17-й граф Уорик, 9-й барон Монтегю (25 февраля 1475 — 28 ноября 1499), старший сын Джорджа Плантагенета, 1-го герцога Кларенса, внук предыдущего по материнской линии
- 1513—1539: Маргарет Поул, 8-я графиня Солсбери, 10-я баронесса Монтегю (14 августа 1473 — 27 мая 1541), вторая дочь Джорджа Плантагенета, 1-го герцога Кларенса, и Изабеллы Невилл, старшая сестра предыдущего.

## Бароны Монтегю, вторая креация (1342)
- 1342—1361: Эдуард де Монтегю, 1-й барон Монтегю (ум. 14 июля 1361), младший (четвертый) сын Уильяма де Монтегю, 2-го барона Монтегю (ок. 1285—1319)
- 1361—1375: Джоан де Монтегю, 2-я баронесса Монтегю (2 февраля 1349—1375), младшая дочь предыдущего от первого брака.

## Бароны Монтегю, третья креация (1357)
- 1357—1390: Джон де Монтегю, 1-й барон Монтегю (ок. 1330 — 25 февраля 1390), младший сын 1-го графа Солсбери
- 1390—1400: Джон де Монтегю, 2-й барон Монтегю (1350 — 7 января 1400), старший сын предыдущего, с 1397 года — 3-й граф Солсбери.
- 1421—1428: Томас Монтегю, 3-й барон Монтегю (13 июня 1388 — 3 ноября 1428), старший сын предыдущего
- 1428—1461: Элис Монтегю, 4-я баронесса Монтегю (1407 — до 9 декабря 1462), единственная дочь предыдущего
  - Ричард Невилл, 5-й граф Солсбери (1400 — 30 декабря 1460), 4-й барон Монтегю (по праву жены)
- 1461—1471: Ричард Невилл, 5-й барон Монтегю и 16-й граф Уорик («Делатель королей») (22 ноября 1428 — 14 апреля 1471), старший сын предыдущих
- 1485—1499: Эдвард Плантагенет, 6-й барон Монтегю (25 февраля 1475 — 28 ноября 1499), старший сын Джорджа Плантагенета, 1-го герцога Кларенса, внук предыдущего по материнской линии
- 1513—1539: Маргарет Плантагенет, 7-я баронесса Монтегю (14 августа 1473 — 27 мая 1541), вторая дочь Джорджа Плантагенета, 1-го герцога Кларенса, и Изабеллы Невилл, старшая сестра предыдущего.

## Бароны Монтегю, четвертая креация (1461)
- 1461—1471: Джон де Монтегю, 1-й барон Монтегю (ок. 1431 — 13 апреля 1471), третий сын Ричарда Невилла (ок. 1400—1460), 5-го графа Солсбери (1428—1460), и Алисы Монтегю (1405—1462). Младший брат Ричарда Невилла (1428—1471), 16-го графа Уорвика (1449—1471) и 6-го графа Солсбери (1460—1471). 1-й граф Нортумберленд (1464—1470) и 1-й маркиз Монтегю с 1470 года.

## Бароны Монтегю, пятая креация (1514)
- 1514—1538: Генри Поул, 1-й барон Монтегю (ок. 1492 — 9 января 1539), старший сын сэра Ричарда Поула (1462—1505) и Маргарет Плантагенет, 8-й графини Солсбери (1473—1541).

## Другие титулы Монтегю
Титулы с названием Монтегю были присвоены более позднему семейству Монтегю и их потомкам, см.:
- Барон Монтегю из Кимболтона (1620 — настоящее время), дополнительный титул герцогов Манчестер
- Барон Монтегю из Ботона[англ.] (1621—1749), дополнительный титул графов, затем герцогов Монтегю
- Барон Монтегю из Сент-Неотса (1660 — настоящее время), дополнительный титул графов Сэндвич
- Граф Монтегю (1689—1749)
- Герцог Монтегю (1705—1749)

Также титулы с названием Монтегю носили члены семьи Бруденелл (позднее — Монтегю), потомки рода Монтегю:
- Барон Монтегю из Ботона[англ.] (1762—1770)
- Герцог Монтегю (1766—1790)
- Барон Монтегю из Ботона[англ.] (1786—1845), титул перешел к семье Скотт.

Титул, присвоенный семье Дуглас-Скотт-Монтагю, потомка семьи Бруденелл-Монтагю:
- Барон Монтегю из Бьюли (1885 — настоящее время)

Титул, присвоенный семье Браун:
- Виконт Монтегю (1554—1797)